# Chlorops adpropinquus
Chlorops adpropinquus är en tvåvingeart som beskrevs av Becker 1912. Chlorops adpropinquus ingår i släktet Chlorops och familjen fritflugor.
Artens utbredningsområde är Etiopien. Inga underarter finns listade i Catalogue of Life.